# Erman Özgür
Erman Özgür (* 13. April 1977 in Kartal, Istanbul) ist ein türkischer ehemaliger Fußballspieler.

## Karriere

### Verein

#### Jugendmannschaft und Kartalspor
Erman Özgür kam im Istanbuler Stadtteil Kartal zur Welt und begann hier mit dem Vereinsfußball in der Jugend der für ihre Nachwuchsarbeit bekannten Bezirksmannschaft Kartalspor. 1996 erhielt er einen Profivertrag, er spielte eine Saison ausschließlich für die Reservemannschaft. Im Sommer 1997 wurde er direkt ins Profi-Team übernommen und spielte hier durchgängig eineinhalb Spielzeiten.

#### Çanakkale Dardanelspor
Zum Frühjahr 1998 wechselte er zum damaligen Erstligisten Çanakkale Dardanelspor. Zum Ende der Saison 1999/00 schaffte sein Verein den Klassenerhalt nicht und musste vertragsbedingt Erman Özgür freistellen.

#### Trabzonspor
Daraufhin wechselte Özgür ablösefrei zum türkischen Traditionsklub Trabzonspor. Hier spielte er vier Spielzeiten lang und gewann 2003 den türkischen Fußballpokal.

#### Akçaabat Sebatspor
Zur Saison verließ er Trabzonspor und wechselte innerhalb der Provinz Trabzon zum anderen Süper-Lig-Vertreter Akçaabat Sebatspor.

#### Ankaraspor, Konyaspor und Gaziantepspor
Zum Frühjahr 2005 wechselte er in die Hauptstadt zum Erstligisten Ankaraspor. Später spielte er noch für Konyaspor und für Gaziantepspor.

#### Mersin İdman Yurdu
In der Winterpause der Spielzeit 2011/12 einigte er sich mit dem damaligen türkischen Zweitligisten Mersin İdman Yurdu und wechselte in die TFF 1. Lig. Er wurde hierher auf Wunsch des Trainers Nurullah Sağlam geholt, mit dem Özgür bereits bei Konyaspor zusammenarbeitete. Bei Mersin İY eroberte er sich auf Anhieb einen Stammplatz im Profi-Team. Die Saison 2010/11 schloss er mit seiner Mannschaft als Meister der 1. Lig ab und erreichte so den direkten Aufstieg in die Süper Lig.

#### Adana Demirspor
Nachdem sein zum Sommer 2012 auslaufender Vertrag mit Mersin İdman Yurdu nicht verlängert worden war, wechselte Özgür zum Zweitligisten Adana Demirspor. 2013 beendete er seine Karriere.

### Nationalmannschaft
Özgür spielte fünfmal für die türkische U-21 Jugendnationalmannschaft. Zudem spielte er 2003 einmal für die zweite Auswahl der türkischen Nationalmannschaft.

## Erfolg
- mit Trabzonspor:
  - 2002/03 Türkischer Pokalsieger
- mit Mersin İdman Yurdu:
  - 2010/11 Meisterschaft der TFF 1. Lig
  - 2010/11 Aufstieg in die Süper Lig